# Stazione di San Isidro
La stazione di San Isidro (Estación San Isidro in spagnolo) è una stazione ferroviaria della linea Mitre situata nell'omonima città della provincia di Buenos Aires.